# The Bounty Hunter
The Bounty Hunter är en amerikansk romantisk action-komedi från 2010, regisserad av Andy Tennant. Filmen hade biopremiär i Sverige den 31 mars 2010 och släpptes på DVD och blu-ray den 25 augusti 2010 i Sverige. Filmen är tillåten från 11 år.

## Handling
Milo Boyd (Gerard Butler) är en prisjägare som olyckligtvis får veta att hans nästa mål är hans före detta fru Nicole Hurley (Jennifer Aniston). Deras återträff blir allt annat än trevlig och Nicoles chans att avslöja polisen inblandning i ett mord gör det hela inte lättare. Med kriminella gäng i hälarna måste Milo och Nicole samarbeta för att få säkra bevis.

## Rollista
| Gerard Butler      | – Milo Boyd     |
| Jennifer Aniston   | – Nicole Hurley |
| Gio Perez          | – Uncle Sam     |
| Joel Garland       | – Dwight        |
| Jason Kolotouros   | – Gelman        |
| Matt Malloy        | – Gary          |
| Jason Sudeikis     | – Stewart       |
| Adam Rose          | – Jimmy         |
| Christine Baranski | – Kitty Hurley  |
| Dorian Missick     | – Bobby         |
| David Costabile    | – Arthur        |
| Lynda Gravatt      | – Judge         |
| Peter Greene       | – Earl Mahler   |
| Jeff Garlin        | – Sid           |
| Siobhan Fallon     | – Teresa        |